# فريديريك بيرغر
فريديريك بيرغر (بالفرنسية: Frédéric Berger)‏ هو متزلج قفز فرنسي، ولد في 27 أغسطس 1964.

## وصلات خارجية
- فريديريك بيرغر على موقع الاتحاد الدولي للتزلج (القفز التزلجي) (الإنجليزية)
- فريديريك بيرغر على موقع أوليمبيديا (الإنجليزية)